# Aszraf Chan
Aszraf Chan (zm. 1729) – król Afganistanu i Persji z pasztuńskiej dynastii Hotaki. Panował w latach 1725–1729.
Wstąpił na tron po zamordowaniu swojego kuzyna Mahmud Chana w 1725. Był spokrewniony z założycielem dynastii pasztuńskiej, która przejęła władzę w Persji – Mir Wajs Chanem. Jego panowanie to końcowy okres afgańskiej dominacji w Isfahanie. Do upadku dynastii Hotaki przyczynił się wzrost potęgi Turcji, Rosji oraz wewnątrzpaństwowych sił perskich.
Aszraf Chan powstrzymał najazd wojsk rosyjskich i tureckich. Wojska osmańskie zostały pokonane w bitwie pod Kirman-shah, gdy znajdowały się już na drodze do podbicia stolicy kraju Isfahanu. Doprowadziło to do negocjacji pokojowych z Wysoką Portą, które jednak zostały szybko przerwane, kiedy ambasador Aszrafa zaczął naciskać, by władcę perskiego ogłoszono kalifem Wschodu. Sułtan poczuł się urażony. W końcu jednak podpisano traktat pokojowy w Hamadanie we wrześniu 1727.
Ostatecznie, po rebelii Nadir Szaha, w której Persowie pokonali Afgańczyków, w październiku 1729 pod Damghanem, wojska pasztuńskie zaczęły wycofywać się na tereny dzisiejszego Afganistanu. W czasie odwrotu Aszraf został zabity przez nieznanego z imienia Beludża. Najprawdopodobniej morderstwo zostało zlecone przez kuzyna Aszrafa, trzymającego władzę w Kandaharze.
Śmierć Aszraf Chana wyznaczyła kres dynastii Hotaki. Wkrótce jednak miała na stałe ugruntować się państwowość afgańska.